# Историјат алата за резање
Историјат алата за резање у најнепосреднијој је вези са развојем метода калемљења. Како су калемљење и размножавање резницама били познати старим цивилизацијама, о чему сведоче многи радови. Под претпоставком да су резнице могле да се добију "очењивањем" (кидањем), сасвим је јасно да је за калемљење морао постојати алат за резање. Да ли су то били специјални ножеви (и маказе?), или су коришћени обични употребљавани и за друге сврхе, није познато.

## Стари век
Окулирање је први описао грчки лекар Хипократ око 400 година п. н. е. Аристотел (384-322) и Теофраст (370-287) узгредно помињу калемљење што говори о томе да је у њихово време ово био добро познат и уобичајен поступак. Прво помињање прибора везано је за стари Рим. Посебно је често употребљаван falx vinitoria (калемарски срп). За спречавање инфекција и покривање места калемљења коришћени су калемарски воскови који су прављени од глине, креде, мало песка, говеђег стајњака и сламе.

## Средњи век
Током средњег века сем записа оптерећених празноверицама, као пракса потапања племки у обојене и миришљаве течности да би биљка која се развије из племке попримила особине течности, или у вези утицаја подлоге на племку (да би се добила ружа са жутим цветом, реткост за оно доба, требало ју је накалемити на жутиловку, а да би била зимзелена требало ју је накалемити на божиковину), нема помена о коришћењу посебног прибора.

## Ново доба
Једна од првих илустрација копулирања појављује се 1548, а прави је P. Crescintiis. Употребљаван је посебан прибор. Поред српа опотребљавају се и различита длета, ножеви, тестере, а присутни су и масивни ножеви, секире, чекићи за прављење процепа на дебелим подлогама. У Маскаловом (Leonard Mascall) раду “A Booke of the Arte and maner howe to plant and graffe all sortes of trees, howe to set stones, and sowe Pepines to make wylde trees to graffe on…” из 1572. године приказано је укупно 11 елемената прибора.
У раду Паркинсона из 1621. калемарски прибор чине свега 5 елемената који су у поређењу са оним из 1572. године префињенији. Прибор сведочи о  повећаној употреби метода окулирања. Великих ножева, секира, тестера и чекића више нема, а прибор чине: а- длето за калемљење у процеп, б- нож за окулирање, в- зашиљено перо за узимање окаца, г- бронзани штит за држање Т-реза отвореним док се умеће окце, д- алатка од слоноваче за узимање окаца.
Током XIX века уобличава се прибор за калемљење који је без, или са врло мало измена у употреби и данас: а- Кундеов нож за окулирање, б- Гошеов воћарски нож, в- Мецгеров нож за спајање, г- Лукасов нож за окулирање, д- нож за окулирање, ђ- нож за процеп, е- маказе, ж-з- нож за ”пресађивање на исечак", и- маказе за коси рез, ј- Лукасова тестерица са помичним сечивом, к- обична тестерица са помичним сечивом, л- дрвени маљ, љ- Гошеов суд за растапање топлог калемарског воска, м- обична ручна тестера.